# Iced Earth
Iced Earth ist eine US-amerikanische Metal-Band unter Leitung von Jon Schaffer, die Einflüsse aus Heavy Metal, Power Metal und Thrash Metal kombiniert.

## Geschichte
Iced Earth wurde 1984 in Indiana von Jon Schaffer als „Purgatory“ gegründet. Nachdem die Band nach Florida umgezogen war und ihren Namen in Iced Earth geändert hatte, gelang es ihr durch das Demo Enter the Realm, einen Plattenvertrag mit Century Media zu erhalten, dem die Debüt-LP Iced Earth folgte.
Seit dieser Zeit gab es immer wieder Besetzungswechsel, was oft auf Schaffer zurückgeführt wird, der als sehr exzentrisch gilt. Sänger Matt Barlow kam 1995 nach der Night of the Stormrider betitelten Europa-Tournee mit Blind Guardian als Ersatz für John Greely zur Band. Das erste Album, bei dem er mitwirkte, war Burnt Offerings, welches größtenteils auf Dante Alighieris Göttlicher Komödie basiert.
Barlows Gesang stellte sich als sehr beliebt heraus. Nach den Terroranschlägen am 11. September 2001 entschloss er sich jedoch dazu, in der „echten Welt“ zu wirken, anstatt sich der „Illusion des Rockstardaseins“ hinzugeben. Schaffer überredete ihn jedoch, vorerst in der Band zu bleiben, als Barlow ihm das Ende 2002 mitteilte. Während der Aufnahmen zu The Glorious Burden entschied er allerdings, dass die Qualität von Barlows Gesang nachgelassen habe, und ließ ihn deshalb aus der Band austreten. Barlow arbeitete danach nebenberuflich als Polizist in seinem Heimatstaat, weiterhin wurde er 2005 Mitglied der „First State Force Band“, eines Zusammenschlusses von Polizeibeamten aus Delaware, die sich gegen Gewalt und Drogen bei Jugendlichen eingesetzt.
Neuer Sänger wurde Tim „Ripper“ Owens, der aufgrund der Rückkehr Rob Halfords zu Judas Priest nach einem neuen Betätigungsfeld suchte. Owens hatte dort bei zwei Studioalben mitgewirkt; davor sang er in der Band „Winters Bane“, mit der er das Album Heart of a Killer veröffentlicht hatte. The Glorious Burden war nun sein erstes Album mit Iced Earth. Von vielen Fans wurde Owens zunächst kritisch beäugt.
The Glorious Burden behandelt viele Aspekte der Kriegsführung und des Militärwesens, die die moderne Welt geformt haben. Die Themen darauf reichen von der amerikanischen Unabhängigkeitserklärung über Napoleon bis hin zum 11. September 2001. Weiterhin beschäftigen sich drei Lieder mit der Schlacht von Gettysburg und ein Lied mit Waterloo. Das Thema des Albums war wegen des politischen Weltklimas umstritten.
Der Ausstieg Barlows, dessen Gesang als stilprägend galt, sowie die gleichzeitige Abkehr von Fantasy, Horror und Comic als hauptsächlichem Hintergrund der Texte, hin zu, teilweise umstrittenen, historischen und aktuellen politischen und militärischen Themen, führten zu einem starken Popularitätsverlust von Iced Earth in Europa. Teilweise wandten sich sogar langjährige Die-Hard-Fans von der Band ab.
Einen Skandal gab es, als ein Interview mit Schaffer im kanadischen Heavy-Metal-Magazin Brave Words & Bloody Knuckles veröffentlicht wurde. Schaffer beschuldigte das Magazin, seinen Äußerungen den Bezug genommen und eine Voreingenommenheit gegenüber den USA unterstrichen zu haben. Er kündigte an, dass die Band das Magazin in Zukunft boykottieren werde.
Schaffer kündigte auf der Band-Homepage eine Fortsetzung der Something-Wicked-Storyline an. Die Vorabsingle Overture of the Wicked erschien Anfang Juni 2007. Im gleichen Jahr veröffentlichte Iced Earth das Studioalbum Framing Armageddon (Something Wicked Part 1).
Im Dezember 2007 kündigte Jon Schaffer über die Band-Homepage an, dass Matt Barlow zur Band zurückkehren und auch den zweiten Teil von Framing Armageddon einsingen wird. Am 11. bzw. 20. Dezember 2007 bestätigte Barlow auf der Website der Band Gerüchte um eine Rückkehr zu Iced Earth. Außerdem kündigte er an, bereits auf dem nächsten Album (Something Wicked Part 2) die Lead-Vocals zu übernehmen. Dieses erschien im Herbst 2008, die Singleauskopplung I Walk Among You wurde in Deutschland bereits am 13. Juni 2008 veröffentlicht.
Am 2. März 2011 kündigte Barlow seinen endgültigen Rücktritt von der Band nach den Sommerfestivals in Europa an. Als Beweggründe nannte er den Zeitmangel gegenüber seiner Familie. Seinen letzten Bühnenauftritt mit Iced Earth hatte Barlow am 6. August 2011 in Wacken.
Barlows Nachfolger ist der Kanadier Stu Block, der bereits auf dem im Oktober 2011 erschienenen Album Dystopia zu hören war. Im April 2012 wurde Luke Appleton als neuer Bassist vorgestellt. Er war bereits mit seiner Band Fury UK gemeinsam mit Iced Earth auf Tour.
Im Mai 2013 gaben Iced Earth bekannt, dass Schlagzeuger Brent Smedley aus persönlichen Gründen die Band verlassen hat. Raphael Saini wurde für die anstehende Studioproduktion und auch als Live-Schlagzeuger für die anstehenden Konzerte verpflichtet und später diesbezüglich durch Jon Dette ersetzt. Ab dem 15. Juli 2013 begab sich die Band ins Studio, um ihr neues Album Plagues of Babylon aufzunehmen, welches in Deutschland am 3. Januar 2014 erschien. Es handelt sich dabei zur Hälfte um ein Konzeptalbum und zur anderen Hälfte um ein herkömmliches Album. Nachdem der Posten am Schlagzeug für kurze Zeit unbesetzt war, kehrte Brent Smedley im Frühjahr 2015 wieder für die Aufnahmen des Albums Incorruptible, das 2017 erschien, zurück.
Am 16. Juni 2017 erschien das zwölfte Album Incorruptible. Es ist nach über 20 Jahren das erste Studioalbum der Band, bei dem es sich um kein Konzeptalbum handelt. Jeder Song hat seine eigene Thematik.
Am 6. Januar 2021 nahm Bandgründer Jon Schaffer am Sturm auf das US-Kapitol in Washington teil. Er war auf einer vom FBI veröffentlichten Fahndungsliste zu sehen. Die übrigen Mitglieder der Band schrieben anschließend: „Wir möchten klarstellen, dass wir die Ausschreitungen und Gewaltakte nicht gutheißen“. Im Februar 2021 gaben Sänger Stu Block und Bassist Luke Appleton ihren Ausstieg aus der Band bekannt. Zudem wurde zwischenzeitlich bekannt, dass Century Media den Plattenvertrag mit der Band aufgelöst hat. Etwas zurückhaltender entfernte sich zudem Gitarrist Jake Dreyer nach dem Ausstieg seiner Kollegen. Dreyer betonte, dass er bis 2018 angeheuert wurde, und entfernte stillschweigend seine Zugehörigkeit als Gitarrist von Iced Earth auf Instagram und vermeldete, dass er sich nach einer guten Zeit bei Iced Earth nun ausschließlich auf Witherfall konzentrieren wird.

## Stil

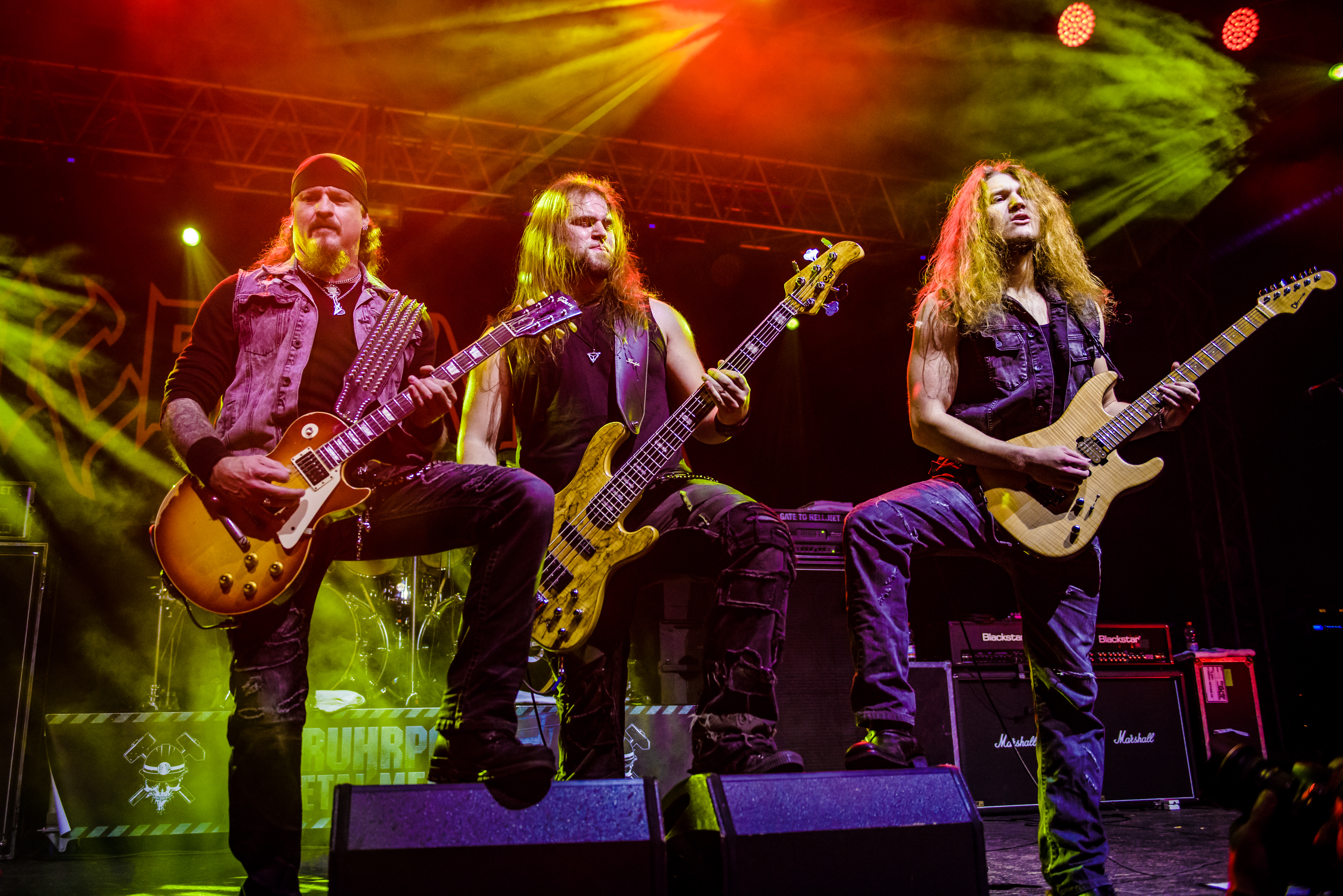
Iced Earth (2016)

Als direktes Vorbild der Band wird von Fans immer wieder Iron Maiden angesehen. Die Band selbst hat einige Coverversionen von Iron Maiden aufgenommen und live gespielt. Ein markantes Merkmal des Sounds von Iced Earth ist der rechtshändige „Galopp“ des Rhythmusgitarristen Jon Schaffer, der sich wie eine beschleunigte und variierte Variante des 1/8-2/16-Rhythmus anhört, der von Steve Harris’ Spiel in Iron-Maiden-Liedern wie Run to the Hills, The Trooper oder Caught Somewhere in Time bekannt ist.
Die Texte von Iced Earth behandeln oft theologische Themen wie Strafe und Sünde, Bestimmung, Himmel und Hölle, den Antichristen und die Apokalypse. Viele Alben der Band sind Konzeptalben, die sich beispielsweise mit dem Superhelden Spawn (The Dark Saga), Horrorfilmen (Horror Show) oder – wie oben bereits erwähnt – mit historischen Kriegen (The Glorious Burden) befassen.
In einigen Liedern wie Dante’s Inferno, Angel’s Holocaust, Damien oder The Coming Curse verwendet die Band Elemente des gregorianischen Chorals. Drei Iced-Earth-Songs haben weiblichen Co-Gesang: A Question of Heaven, The Phantom Opera Ghost und The Awakening sowie die Remasterversion von Burnt Offerings auf dem Days-of-Purgatory-Kompilationsalbum. Der weibliche Part im Song A Question of Heaven wurde von Matt Barlows Schwester Kate übernommen. Den Gastpart in The Phantom Opera Ghost steuerte die unbekannte US-Sängerin Yunhui Percifield bei.

## Trivia
In einem Interview mit dem deutschen Musikmagazin Rock Hard von September 2007 gab Jon Schaffer als Problem, welches für die vielen Besetzungswechsel mitverantwortlich war, den Vertrag mit Century Media an. Er bezeichnete die damalige Zeit als „pure Sklaverei“, da die Band nicht aus dem Vertrag herausgekommen wäre, er aber nicht alle Mitglieder finanziell hätte absichern können. In der Rock-Hard-Ausgabe vom November desselben Jahres wurde allerdings ein Leserbrief der Mitarbeiter von Century Media veröffentlicht, in dem sie sämtliche Aussagen von Jon Schaffer dementierten und angaben, ihm in dieser Zeit regelmäßig höhere Geldbeträge überwiesen zu haben und dass er nach wie vor Geld von Century Media erhalte. Um ihn weiterhin finanziell unterstützen zu können, habe das Label – mit der Aufforderung an die Leser, dieses zu kaufen – das Boxset Slave to the Dark veröffentlicht, dessen Titel sich auf Jon Schaffers Aussage und einen Iced-Earth-Titel bezog.

## Diskografie
Studioalben

| Jahr | Titel Musiklabel                                         | Höchstplatzierung, Gesamtwochen, AuszeichnungChartplatzierungen (Jahr, Titel, Musiklabel, Platzierungen, Wochen, Auszeichnungen, Anmerkungen) | Höchstplatzierung, Gesamtwochen, AuszeichnungChartplatzierungen (Jahr, Titel, Musiklabel, Platzierungen, Wochen, Auszeichnungen, Anmerkungen) | Höchstplatzierung, Gesamtwochen, AuszeichnungChartplatzierungen (Jahr, Titel, Musiklabel, Platzierungen, Wochen, Auszeichnungen, Anmerkungen) | Höchstplatzierung, Gesamtwochen, AuszeichnungChartplatzierungen (Jahr, Titel, Musiklabel, Platzierungen, Wochen, Auszeichnungen, Anmerkungen) | Anmerkungen                              |
| Jahr | Titel Musiklabel                                         | DE | AT | CH | US | Anmerkungen                              |
| ---- | -------------------------------------------------------- | --- | --- | --- | --- | ---------------------------------------- |
| 1990 | Iced Earth Century Media                                 | — | — | — | — | Erstveröffentlichung: November 1990      |
| 1991 | Night of the Stormrider Century Media                    | — | — | — | — | Erstveröffentlichung: 11. November 1991  |
| 1995 | Burnt Offerings Century Media                            | — | — | — | — | Erstveröffentlichung: 18. April 1995     |
| 1996 | The Dark Saga Century Media                              | — | — | — | — | Erstveröffentlichung: 23. Juli 1996      |
| 1998 | Something Wicked This Way Comes Century Media            | DE19 (6 Wo.)DE | AT50 (1 Wo.)AT | — | — | Erstveröffentlichung: 7. Juli 1998       |
| 2001 | Horror Show Century Media                                | DE28 (5 Wo.)DE | AT32 (2 Wo.)AT | CH86 (1 Wo.)CH | — | Erstveröffentlichung: 25. Juni 2001      |
| 2004 | The Glorious Burden Steamhammer                          | DE15 (6 Wo.)DE | AT24 (4 Wo.)AT | CH77 (1 Wo.)CH | US145 (1 Wo.)US | Erstveröffentlichung: 11. Januar 2004    |
| 2007 | Framing Armageddon: Something Wicked Part 1 Steamhammer  | DE19 (4 Wo.)DE | AT36 (2 Wo.)AT | CH56 (3 Wo.)CH | US79 (2 Wo.)US | Erstveröffentlichung: 11. September 2007 |
| 2008 | The Crucible of Man: Something Wicked Part 2 Steamhammer | DE28 (3 Wo.)DE | AT34 (2 Wo.)AT | CH39 (2 Wo.)CH | US79 (1 Wo.)US | Erstveröffentlichung: 5. September 2008  |
| 2011 | Dystopia Century Media                                   | DE23 (3 Wo.)DE | AT51 (1 Wo.)AT | CH53 (1 Wo.)CH | US67 (1 Wo.)US | Erstveröffentlichung: 14. Oktober 2011   |
| 2014 | Plagues of Babylon Century Media                         | DE5 (4 Wo.)DE | AT27 (2 Wo.)AT | CH23 (2 Wo.)CH | US49 (1 Wo.)US | Erstveröffentlichung: 3. Januar 2014     |
| 2017 | Incorruptible Century Media                              | DE15 (4 Wo.)DE | AT18 (1 Wo.)AT | CH17 (3 Wo.)CH | US140 (1 Wo.)US | Erstveröffentlichung: 16. Juni 2017      |